# ريومورس
بلدية ريومورس (بالإسبانية: Riumors) هي بلدية تقع في مقاطعة جرندة التابعة لمنطقة كتالونيا شمال شرق إسبانيا.

## الديموغرافيا
بلغ عدد سكان بلدية ريومورس 247 نسمة عام 2011 (وفقاً للمعهد الوطني الإسباني للإحصاء).
| 198 | 192 | 178 | 154 | 189 | 233 | 247 |